# Tetris Attack
Tetris Attack, es un videojuego de rompecabezas de 1995 desarrollado por Intelligent Systems y publicado por Nintendo para el Super Nintendo Entertainment System. Una versión de Game Boy fue lanzada un año después. En el juego, el jugador debe organizar bloques de colores coincidentes en filas verticales u horizontales para eliminarlos. Los bloques se elevan constantemente hacia la parte superior del campo de juego, y se agregan nuevos bloques en la parte inferior. Existen varios modos de juego, incluido un modo de ataque de tiempo y multijugador.

## Jugabilidad
Tetris Attack es un videojuego de rompecabezas. El jugador debe usar un cursor en pantalla para organizar los bloques de colores en filas horizontales o verticales; si se combinan tres o más bloques del mismo color, los destruirán. Cualquier bloque que se encuentre por encima de las líneas despejadas caerá, lo que puede usarse para provocar reacciones en cadena si tocan otros bloques coincidentes. El jugador también puede ganar combos limpiando más de tres bloques en un solo movimiento. A medida que avanza la etapa, los bloques comenzarán a elevarse constantemente hacia la parte superior de la pantalla, generando nuevos bloques desde la parte inferior. Si los bloques tocan la parte superior del campo de juego, el juego habrá terminado. 
Se incluyen varios modos de juego diferentes, como un Modo Historia que enfrenta al jugador contra una serie de oponentes controlados por computadora. En el modo sin fin, el jugador tiene el desafío de jugar el mayor tiempo posible con una pila de bloques en constante aumento, que aumenta la velocidad con el tiempo. El modo temporizado desafía al jugador a anotar tantos puntos como sea posible dentro de un límite de tiempo de dos minutos. El modo Stage Clear lleva al jugador a través de una serie de etapas en las que el objetivo es eliminar todos los bloques debajo de una línea de "límite". También se proporciona un modo de rompecabezas, que presenta al jugador una serie de rompecabezas donde debe eliminar todos los bloques en un número determinado de movimientos; los bloques aquí no se elevan hacia la parte superior. Varios modos multijugador también están presentes con niveles de dificultad intercambiables. 

## Desarrollo y lanzamiento
Panel de Pon fue lanzado en Japón el 27 de octubre de 1995. Se lanzó en agosto de 1996 en América del Norte y el 28 de noviembre de 1996 en Europa bajo la marca Tetris Attack. El desarrollo fue encabezado por Intelligent Systems y producido por Gunpei Yokoi, conocido como el creador de Game Boy. La versión japonesa del juego presenta unas hadas protagonizadas por Lip, como los personajes principales con un escenario de fantasía. En cambio, en las versiones internacionales fueron reemplazadas por personajes y escenarios de Super Mario World 2: Yoshi's Island, un juego lanzado a principios de 1995. Aunque los lanzamientos internacionales tienen el nombre de Tetris Attack, el juego no tiene relación con la franquicia de videojuegos de Tetris, lo que lleva al cofundador de Tetris Company, Henk Rogers, a decir en una entrevista de 2009 que lamenta haber dado permiso a Nintendo para usar el nombre. Aunque a Rogers le gustó el juego, creía que "se perdió en la historia" debido al uso de la marca Tetris.
Una versión de Game Boy de Tetris Attack fue lanzada en 1996. Dos años después, en 1998, se transmitió una versión especial de Panel de Pon a través del periférico Satellaview para la Super Famicom en Japón, renombrada BS Panel de Pon - Event '98 como parte de un concurso de St. GIGA. Tetris Attack fue lanzado más tarde para Satellaview el mismo año, renombrado BS Yoshi no Panepon . Un remake de Panel de Pon fue lanzado para GameCube en 2003 como parte de Nintendo Puzzle Collection, junto con el Dr. Mario 64 y Yoshi's Cookie . Se planeó un lanzamiento en América del Norte, pero luego se canceló por razones desconocidas. El Panel de Pon original fue relanzado digitalmente para la consola virtual japonesa de Wii el 27 de noviembre de 2007. La versión original de Tetris Attack se agregó al servicio Nintendo Switch Online el 20 de mayo de 2020 bajo su título japonés Panel de Pon.

## Recepción
Tetris Attack recibió críticas muy positivas, obteniendo una calificación promedio de 90% en GameRankings. Los cuatro revisores de Electronic Gaming Monthly le dieron un puntaje de 8.25 sobre 10, elogiando el juego adictivo, los gráficos coloridos y de dibujos animados, el uso de los personajes de Mario en la localización de América del Norte y el modo de dos jugadores. GamePro le dio un perfecto 5 de 5 en gráficos, control y factor diversión, y un 4.5 de 5 en sonido. El crítico comentó que tiene "un estilo de juego más suave y lento que requiere aprender algunos controles nuevos y fáciles, pero este juego no es menos adictivo que el Tetris original". 
GamePro le dio a la versión de Game Boy una breve crítica positiva, diciendo que "actualiza el antiguo concepto de Tetris al invertir la acción básica". 
Los editores de Electronic Gaming Monthly nombraron Tetris Attack para la Super NES como Juego del año, Juego de mano del año y Juego de puizle del año, y comentaron que "la premisa simple lo convierte en un juego de gran atractivo; su profundidad lo convierte en un jugador incondicional deleite." En 1997, los editores de Electronic Gaming Monthly clasificaron la versión Super NES como el 16º mejor videojuego de consola de todos los tiempos. Citaron su accesibilidad y calidad adictiva, y confesaron que su jefe había confiscado la copia del juego en la oficina debido a la cantidad de tiempo que pasaron jugando. GamesRadar+ lo ubicó en el puesto 87 en su lista de "Los 100 mejores juegos de todos los tiempos", declarando que "no has vivido hasta que has jugado Tetris Attack para dos jugadores y has dejado un bloque de basura de cinco líneas inmensamente satisfactorio sobre tu oponente". Game Informer lo incluyó en sus mejores juegos de la lista de todos los tiempos en 96 y lo llamó uno de los juegos de rompecabezas más adictivos. GameSpot lo llamó "absolutamente brillante".

## Legado
Tetris Attack fue seguido por varios juegos secuelas, la mayoría con el nombre Puzzle League en los territorios occidentales. El primero de ellos fue Pokémon Puzzle Challenge para la Game Boy Color y Pokémon Puzzle League para Nintendo 64 en 2000, con personajes de la serie de anime Pokémon, seguido por Dr. Mario y Puzzle League para Game Boy Advance en 2005. Planet Puzzle League se lanzó para Nintendo DS en 2007 (rebautizado como Panel de Pon DS en Japón y Puzzle League DS en Europa), con soporte multijugador en línea a través del servicio de conexión Wi-Fi de Nintendo y controles de pantalla táctil. Un juego similar para DSiWare, Puzzle League Express, se lanzó en 2010 para Nintendo DSi con muchas de las mismas características que Planet. 
Varios juegos de Nintendo hacen referencia a Tetris Attack y Panel de Pon. El "Lip's Stick", el arma principal del personaje principal del Panel de Pon, aparece en la serie Super Smash Bros. Super Smash Bros. Melee, envenenando al oponente. Super Smash Bros. Brawl presenta múltiples personajes y un bloque de color rojo como pegatinas coleccionables, de la versión de Nintendo Puzzle Collection de Panel de Pon. Se puede reproducir un remix del tema musical de Lip en el escenario PictoChat. La canción está en Super Smash Bros. para Wii U para el escenario inspirado en Wrecking Crew y en su secuela de Nintendo Switch, Super Smash Bros. Ultimate., Lip aparece en el juego de Wii Captain Rainbow y como un disfraz de Spirit y Mii Fighter en Super Smash Bros. Ultimate Una actualización de 2016 de Animal Crossing: New Leaf agrega un minijuego basado en la serie Puzzle League, titulada Animal Crossing Puzzle League. Completar el minijuego le otorgará al jugador un disfraz basado en Lip. 
Panel de Pon se lanzó en el servicio Nintendo Switch Online el 20 de mayo de 2020, incluso en regiones internacionales por primera vez.